# Fusiterga
Fusiterga är ett släkte av steklar. Fusiterga ingår i familjen puppglanssteklar.
Kladogram enligt Catalogue of Life:
| Fusiterga | \| \| Fusiterga gallarum \| \| \| \| \| \| Fusiterga lativentris \| \| \| \| |
|           | \| \| Fusiterga gallarum \| \| \| \| \| \| Fusiterga lativentris \| \| \| \| |
|           | Fusiterga gallarum                                                           |
|           |                                                                              |
|           | Fusiterga lativentris                                                        |
|           |                                                                              |